# Liste der Straßen und Plätze in der Dresdner Heide

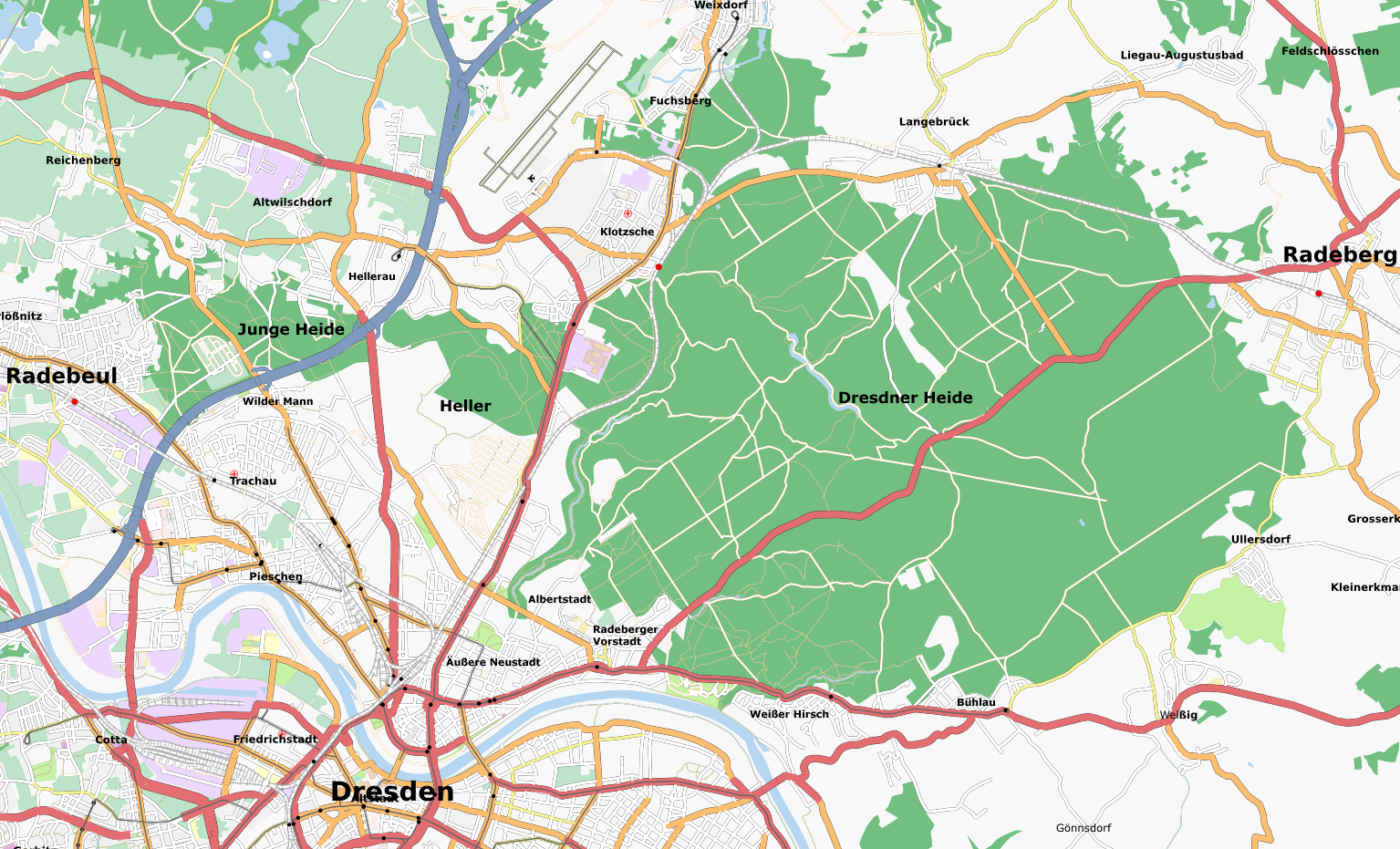
Lage der Dresdner Heide in Dresden

Die Liste der Straßen und Plätze in der Dresdner Heide beschreibt das Straßensystem in der Dresdner Heide in Dresden mit den entsprechenden historischen Bezügen. Aufgeführt sind Straßen, die im Gebiet der Gemarkung Dresdner Heide liegen.
Die Dresdner Heide ist ein ausgedehntes Waldgebiet, das größtenteils zum Stadtbezirk Loschwitz in der sächsischen Landeshauptstadt gehört. Wichtigste Straße in der Dresdner Heide ist die Radeberger Landstraße (Staatsstraße 95), die von der Radeberger Vorstadt in Dresden aus quer durch das Waldgebiet nach Radeberg führt. Die Kulturdenkmale in der Gemarkung sind in der Liste der Kulturdenkmale in der Dresdner Heide aufgeführt.

## Legende
Die nachfolgende Tabelle gibt eine Übersicht über die vorhandenen Straßen und Plätze im Ortsteil sowie einige dazugehörige Informationen. Im Einzelnen sind dies:
- Name/Lage: Aktuelle Bezeichnung der Straße oder des Platzes sowie unter ‚Lage‘ ein Koordinatenlink, über den die Straße oder der Platz auf verschiedenen Kartendiensten angezeigt werden kann. Die Geoposition gibt dabei ungefähr die Mitte der Straße an.
- Länge/Maße in Metern: Die in der Übersicht enthaltenen Längenangaben sind nach mathematischen Regeln auf- oder abgerundete Übersichtswerte, die in Google Earth mit dem dortigen Maßstab ermittelt wurden. Sie dienen eher Vergleichszwecken und werden, sofern amtliche Werte bekannt sind, ausgetauscht und gesondert gekennzeichnet. Bei Plätzen sind die Maße in der Form a × b dargestellt. Der Zusatz ‚im Stadtteil‘ bzw. ‚im Ortsteil‘ gibt an, wie lang die Straße innerhalb des Stadt-/Ortsteils ist, sofern sie durch mehrere Stadt-/Ortsteile verläuft.
- Namensherkunft: Ursprung oder Bezug des Namens.
- Jahr der Benennung: Zeitpunkt, zu dem die Straße ihren heute gültigen Namen erhielt (sofern bekannt).
- Anmerkungen: Weitere Informationen bezüglich anliegender Institutionen, der Geschichte der Straße, historischer Bezeichnungen, Baudenkmalen usw.
- Bild: Foto der Straße.

## Straßenverzeichnis
| Name/Lage                           | Länge/Maße | Namensherkunft                                                                                                   | Jahr der Benennung | Anmerkungen | Bild |
| ----------------------------------- | ---------- | --- | ------------------ | --- | ---- |
| Am Forsthaus Lage                   |            | Lage am Klotzscher Forsthaus                                                                                     |                    | Die Straße Am Forsthaus markiert abschnittsweise die Gemarkungsgrenze zwischen Dresdner Heide und Klotzsche, verläuft teils aber auch ganz auf dem Gebiet der Dresdner Heide. |      |
| Am Gänsefuß Lage                    |            | Lage am Gänsefuß, einem Waldweg in der Dresdner Heide                                                            |                    | Nur die südliche Seite der Straße Am Gänsefuß gehört zur Dresdner Heide. Der andere Teil zählt zu Langebrück. |      |
| An der Heide Lage                   |            | Lage am Rand der Dresdner Heide                                                                                  |                    | Nur die südöstliche Seite der Straße An der Heide gehört zur Dresdner Heide. Der andere Teil zählt zu Lausa. |      |
| Bischofsweg Lage                    |            | Bischöfe von Meißen, die den Bischofsweg als Verbindung zwischen ihren Besitzungen in Meißen und Stolpen nutzten |                    | Nur die nordöstliche Seite des Bischofswegs gehört zur Dresdner Heide. Der andere Teil zählt zu Ullersdorf. Einen weiteren Bischofsweg in Dresden gibt es in den Stadtteilen Äußere Neustadt und Radeberger Vorstadt. |      |
| Dresdner Straße Lage                |            | Dresden |                    | Nur die südliche Seite der Dresdner Straße gehört zur Dresdner Heide. Der andere Teil zählt zu Langebrück. Eine weitere Dresdner Straße in Dresden gibt es in den Stadtteilen Hosterwitz und Pillnitz. |      |
| Forststraße Lage                    |            | Forstgebiet Dresdner Heide                                                                                       |                    | Nur die östliche Seite der Forststraße gehört zur Dresdner Heide. Der andere Teil zählt zu Weißig. |      |
| Forstweg Lage                       |            | Forstgebiet Dresdner Heide                                                                                       |                    | Nur die westliche Seite des Forstwegs gehört zur Dresdner Heide. Der andere Teil zählt zu Langebrück. |      |
| Gänsefuß Lage                       |            | Historisches Wegzeichen, dessen Form an den Fuß von Gänsen erinnert                                              |                    | Befahrbar nur zwischen Langebrück und der Hofewiese. Der Abschnitt zwischen Hofewiese und Heidemühle ist seit 2009 für Kraftfahrzeuge gesperrt. |      |
| Heidemühlweg Lage                   |            | Heidemühle, Wassermühle an der Prießnitz im Zentrum der Dresdner Heide                                           |                    | Nur die östliche Seite des Heidemühlwegs gehört zur Dresdner Heide. Der andere Teil zählt zu Bühlau. |      |
| Königsbrücker Landstraße Lage       |            | Königsbrück, Stadt nördlich von Dresden                                                                          |                    | Nur die östliche Seite der Königsbrücker Landstraße gehört zur Dresdner Heide. Der andere Teil zählt zu Klotzsche. |      |
| Langebrücker Straße Lage            |            | Langebrück, Ortschaft im Norden von Dresden                                                                      |                    | Der westlich der Bahnstrecke gelegene Abschnitt der Langebrücker Straße gehört zu Klotzsche. |      |
| Milkeler Straße Lage                |            | Milkel, Dorf in der Oberlausitz, Ortsteil von Radibor, Landkreis Bautzen                                         |                    | Nur die nordöstliche Seite der Milkeler Straße gehört zur Dresdner Heide. Der andere Teil zählt zu Bühlau. |      |
| Nachtflügelweg Lage                 |            | Nachtflügel, Waldweg in der Dresdner Heide                                                                       |                    | Nur die nordwestliche Seite des Nachtflügelwegs gehört zur Dresdner Heide. Der andere Teil zählt zu Bühlau. |      |
| Nesselgrundweg Lage                 |            | Nesselgrund, Seitentälchen des Prießnitzgrunds bei Klotzsche                                                     |                    | Nur die südliche Seite des Nesselgrundwegs gehört zur Dresdner Heide. Der andere Teil zählt zu Klotzsche. |      |
| Radeberger Landstraße Lage          |            | Radeberg, Große Kreisstadt im Landkreis Bautzen, grenzt an den Nordosten Dresdens an                             |                    | Staatsstraße 95 |      |
| Steinweg Lage                       |            | mit Steinen befestigter Weg                                                                                      |                    | Nur die südliche Seite des Steinwegs gehört zur Dresdner Heide. Der andere Teil zählt zu Langebrück. |      |
| Ullersdorfer Landstraße Lage        |            | Ullersdorf, Ortsteil von Radeberg, grenzt an den Nordosten Dresdens an                                           |                    | Die Ullersdorfer Landstraße (Staatsstraße 181) ist die Fortsetzung der Ullersdorfer Straße (ab Einmündung Grenzweg). Sie markiert zunächst abschnittsweise die Gemarkungsgrenze zwischen Dresdner Heide und Weißig, verläuft teils aber auch ganz auf dem Gebiet der Dresdner Heide. In nordöstlicher Fortsetzung markiert sie dann abschnittsweise die Gemarkungsgrenze zwischen Dresdner Heide und Ullersdorf (Stadtgrenze Dresden/Radeberg), verläuft teils aber auch ganz auf Radeberger Gebiet. Direkt nördlich von Ullersdorf führt sie dann wieder komplett durch die Dresdner Heide, um auf ihrem nordöstlich anschließenden Abschnitt die Gemarkungsgrenze zwischen Dresdner Heide und Großerkmannsdorf (Stadtgrenze Dresden/Radeberg) zu markieren. |      |
| Ullersdorfer Straße Lage            |            | Ullersdorf, Ortsteil von Radeberg, grenzt an den Nordosten Dresdens an                                           |                    | Nur die nördliche Seite der Ullersdorfer Straße (Staatsstraße 181) gehört zur Dresdner Heide. Der andere Teil zählt zu Bühlau. |      |
| Ullersdorf-Langebrücker Straße Lage |            | Alte Direktverbindung zwischen Ullersdorf und Langebrück                                                         |                    | Die Ullersdorf-Langebrücker Straße ist nicht durchgängig zwischen beiden Orten befahrbar, sondern nur von Langebrück bis zur Radeberger Landstraße. |      |
| Weißiger Straße Lage                |            | Weißig, Ortsteil von Dresden in der Ortschaft Schönfeld-Weißig                                                   |                    | Nur die östliche Seite der Weißiger Straße gehört zur Dresdner Heide. Der andere Teil zählt zu Langebrück. Eine weitere Weißiger Straße in Dresden gibt es im Ortsteil Schullwitz. |      |